# Тілугі строкатоголовий
Тілу́гі строкатоголовий (Drymophila devillei) — вид горобцеподібних птахів родини сорокушових (Thamnophilidae). Мешкає в Південній Америці. Вид названий на честь французького натураліста Еміля Девіля.

## Підвиди
Виділяють два підвиди:
- D. d. devillei (Ménégaux & Hellmayr, 1906) — східні передгір'я Анд в Колумбії (на південь від Мети) і Еквадорі (на південь до Напо), південний схід Беру, південний захід Бразильської Амазонії (на захід від Мадейри в штатах Амазонас і Акрі), південний захід і центр Болівії;
- D. d. subochracea Chapman, 1921 — південь Бразильської Амазонії (на схід від річок Мадейра і Маморе на сході Амазонаса, в Рондонії, Мату-Гросу і на заході Пари) та північний схід Болівії.

## Поширення і екологія
Строкатоголові тілугі мешкають в Колумбії, Еквадорі, Перу, Болівії і Бразилії. Вони живуть у вологих рівнинних тропічних лісах. Зустрічаються на висоті до 1050 м над рівнем моря.